# Castillo de Grandson

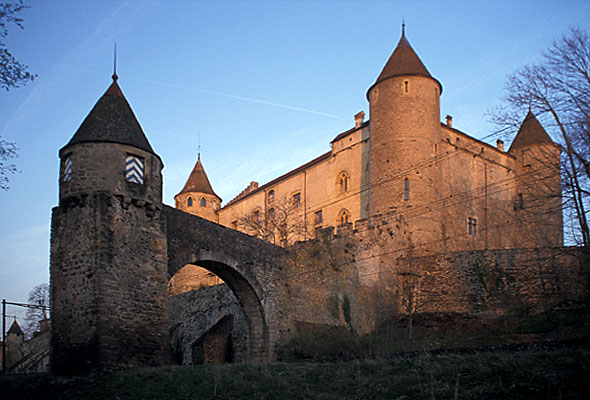
Castillo de Grandson.

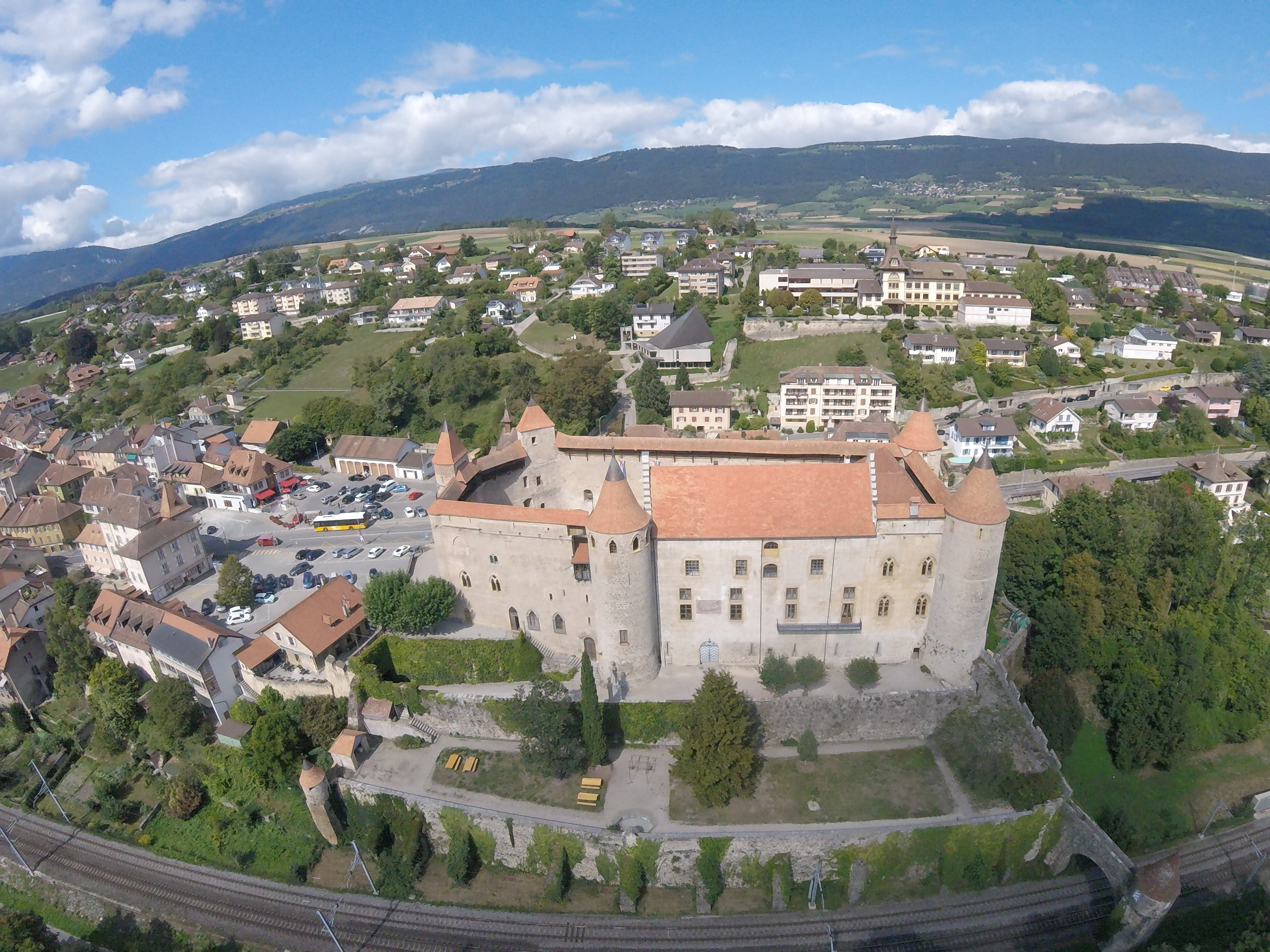
Castillo de Grandson, vista aérea

El castillo de Grandson es un castillo medieval fortificado situado en la comuna suiza de Grandson, en las proximidades del lago de Neuchâtel actualmente. Hasta la reducción del nivel del agua en 1875, el castillo se encontraba protegido de manera natural por el lago sobre su lado sureste. 
Sus orígenes se remontan a principios del siglo XI, cuando se empezaron a edificar las primeras construcciones, que se postergaron durante décadas. Fue en el siglo XIV, durante la dinastía de los condes de Grandson, con el conde Otón I, cuando se realizaron las obras defensivas más significativas, como las tres torres fortificadas, aunque también fue en este siglo cuando se declaró un incendio en los terrenos y destruyó gran parte del castillo. 
Hasta finales de dicho siglo XIV, el castillo fue posesión de los condes de Grandson, hasta su afiliación a la casa de Saboya, lo cual supuso una pérdida de influencia y poder del condado. Los saboyardos fueron los señores y condes del lugar hasta el año 1420, cuando lo cedieron a los condes de Chalon-Arlay, que edificaron dos torres defensivas más. 
El castillo desempeñó un importante papel durante la batalla de Grandson, hacia finales del siglo XV, en la que se enfrentaron las tropas de Carlos el Temerario, duque de Borgoña, con los confederados suizos (Confederación de los VIII cantones) aliados con Luis XI de Francia. En febrero de 1476, Carlos el Temerario intentó recuperar la fortaleza que había sido tomada por los confederados berneses el año anterior. Sitió el castillo y, cuando los 400 asediados se rindieron el 28 de febrero, los hizo ahorcar y colgar a todos excepto a dos que tomó a su servicio. La reacción de los suizos no se hizo esperar, y el 2 de marzo iniciaron un ataque contra las tropas borgoñesas, las cuales, a pesar de su superioridad en artillería, se desorganizaron y resultaron derrotadas en la batalla en Concise, teniendo que batirse en retirada ordenada por el duque de Borgoña, dejando tras de sí un importante botín y el castillo. 
Contemporáneamente el castillo alberga un museo histórico.